# Hannah Jones
Hannah Jones, född den 1 december 1999 i Liverpool, är en brittisk skådespelare.
Hannah Jones har bland annat medverkat i BBC-produktionen What It Feels Like for a Girl där hon spelade sexarbetaren Sasha, en av huvudrollerna.

## Filmografi (i urval)
- 2025 – What It Feels Like for A Girl (TV-serie)